# Bassora
Bàssora (in arabo ﺍﻟﺒﺼﺮة‎?, al-Baṣra) è una città di 1,3 milioni di abitanti dell'Iraq, la seconda del paese per popolazione.
Sorge nell'estremo sud dell'Iraq, a circa 420 km a sud di Baghdad, nei pressi della confluenza tra il Tigri e l'Eufrate, il cui corso comune che sfocia dopo una cinquantina di chilometri nell'Oceano Indiano è chiamato Shatt al-'Arab (Sponda degli Arabi). Bassora ha una storia lunga e complessa.

## Storia
Nonostante l'area fosse abitata forse già in età persiana sasanide con il nome di Vahishtābādh Ardashīr, il primo impianto dell'attuale città si ricollega alla volontà del comandante arabo ʿUtba b. Ghazwān di erigere nel 638 d.C. un campo fortificato (miṣr) per i suoi eserciti che avevano sconfitto i Persiani sasanidi e i loro vassalli arabi lakhmidi. La trasformazione in città si ebbe all'epoca del primo califfato omayyade, con l'edificazione di un'imponente moschea, di un Palazzo governatoriale cui più tardi si unirono un muro di cinta e un fossato.
La città nel restante VII secolo e nella prima metà dell'VIII secolo non conobbe una crescita significativa fin quando, in età abbaside, con la costruzione da parte del califfo al-Manṣūr della capitale di Baghdad, il volume degli scambi che prese a transitare attraverso il Golfo Persico - da e per le contrade del Vicino, Medio ed Estremo Oriente e dell'Africa orientale - si accrebbe in maniera talmente significativa e accelerata da indurre a un maggior impiego degli impianti di Bassora. In base a testimonianze di fonte islamica, la lunghezza dei moli e delle banchine d'attracco del naviglio commerciale superava abbondantemente i 10 chilometri e la popolazione avrebbe raggiunto l'inverificabile cifra di 600.000 unità.
La città fu celebre per la sua notevole attività culturale nel campo della filologia araba, e così pure della teologia islamica, con personalità d'eccezione quali al-Hasan al-Basrī, e i mutaziliti Wāṣil b. ʿAtāʾ e ʿAmr b. ʿUbayd. Divenne così uno dei più importanti centri abitati dell'intero mondo islamico ma, nel periodo delle rivolte servili - Zott (820-835) e Zanj (869-883) - e infine a causa dei Carmati nel 923, dovette patire talmente tante distruzioni ed eccidi da ridurne significativamente e per sempre il numero degli abitanti e il volume di redditi prodotti.
Ulteriori danni Bassora patì nel periodo della decadenza califfale abbaside e nel periodo delle invasioni mongole, nonché nel successivo periodo ilkhanide, tanto che a metà del XIV secolo il viaggiatore maghrebino Ibn Baṭṭūṭa la descrisse come un centro in piena rovina materiale e morale, che viveva essenzialmente del marginale traffico marittimo che ancora la raggiungeva e della produzione abbondante di datteri, tanto che la città antica veniva progressivamente abbandonata per privilegiare l'antico insediamento urbano e commerciale di al-Ubulla, a suo tempo ampiamente devastato dalla rivolta servile degli Zanj.
La situazione non migliorò che di poco sotto i Safavidi di Persia e sotto gli Ottomani che persero la città solamente nel 1919, a seguito della sconfitta degli Imperi centrali, al termine della prima guerra mondiale. Fu occupata delle truppe britanniche durante la battaglia di Bassora, nel 1914.
Fu solo con l'arrivo della Gran Bretagna, potenza mandataria per l'Iraq per disposizione della Società delle Nazioni dopo la sconfitta del regime ottomano e lo smembramento del suo Impero, che la situazione di Bassora cominciò rapidamente a migliorare. Massimo interesse di Londra era infatti mantenere facili i collegamenti fra la madrepatria e l'Impero anglo-indiano attraverso i possedimenti vicino-orientali, specie se essi potevano contare, come era il caso del meridione iracheno, sui campi petroliferi di recente scoperta.
Durante la guerra Iran-Iraq (1980-1988) la città fu a lungo assediata dagli iraniani e nel 1987 divenne il campo di battaglia più sanguinoso dell'intero conflitto. Gli iraniani giunsero fino a circa 12 km dal centro urbano, ma furono in seguito respinti riportando pesanti perdite. Nel 2003 la città fu rapidamente occupata dalle forze della coalizione internazionale nel corso dell'invasione dell'Iraq (o Seconda guerra del Golfo).

## Amministrazione

### Gemellaggi
- Aqaba